# Колганов, Лев Николаевич
Лев Николаевич Колганов (род. 1 апреля 1935) — советский и российский оператор-постановщик. Заслуженный деятель искусств РФ (1994).

## Биография
Л. Н. Колганов родился 1 апреля 1935 года.
Оператор-постановщик киностудии «Ленфильм».

## Фильмография
1. 1969 — Берег юности  (совместно с Евгением Мезенцевым) (Режиссёр-постановщик: Лев Цуцульковский)
2. 1971 — Мещане  (ТВ) (Режиссёр-постановщик: Георгий Товстоногов)
3. 1972 — Меченый атом  (Режиссёр-постановщик: Игорь Гостев)
4. 1976 — Строговы  (ТВ) (совместно с Эдуардом Розовским) (Режиссёр-постановщик: Владимир Венгеров)
5. 1977 — Строгая мужская жизнь  (совместно с Николаем Строгановым) (Режиссёр-постановщик: Анатолий Граник)[1].
6. 1979 — Вернёмся осенью  (Режиссёр-постановщик: Алексей Симонов)
7. 1980 — Несравненный Наконечников  (ТВ) (короткометражный) (Режиссёр-постановщик: Юрий Аникеев)
8. 1982 — Шапка Мономаха  (ТВ) (Режиссёр-постановщик: Искандер Хамраев)
9. 1985 — Грядущему веку  (ТВ) (Режиссёр-постановщик: Искандер Хамраев)
10. 1987 — Виктория  (ТВ) (Режиссёр-постановщик: Дмитрий Долинин)
11. 1989 — Убегающий август  (Режиссёр-постановщик: Дмитрий Долинин)
12. 1990 — Мы странно встретились  (Режиссёр-постановщик: Дмитрий Долинин)
13. 1991 — Миф о Леониде  (Режиссёр-постановщик: Дмитрий Долинин)
14. 1994 — Колечко золотое, букет из алых роз  (ТВ) (Режиссёр-постановщик: Дмитрий Долинин)

## Признание и награды
- 1978 — «Серебряная медаль» им. А. П. Довженко Александру Сметанину, Михаилу Кураеву, Анатолию Гранику, Льву Колганову, Николаю Строганову, Юрию Каюрову, Роману Громадскому, Всеволоду Кузнецову, Анатолию Пустохину, Анатолию Матешко за фильм Строгая мужская жизнь (1977)[1].
- 1978 — Приз Министерства обороны СССР фильму на XI ВКФ в Ереване (1978)[1].
- 1994 — Заслуженный деятель искусств РФ